# Wilhelm Hermann von Blume
Wilhelm Carl Hermann von Blume (10 tháng 5 năm 1835 tại Nikolassee, Berlin – 20 tháng 5 năm 1919 tại Berlin) là một Trung tướng quân đội Phổ. Ông đã từng tham chiến trong cuộc Chiến tranh Áo-Phổ (1866) và cuộc Chiến tranh Pháp-Đức (1870 – 1871).

## Tiểu sử
Blume sinh vào tháng 5 năm 1835 ở thủ đô Berlin. Năm 1852, ông nhập ngũ và phục vụ trong Trung đoàn Bộ binh số 13 (số 1 Westfalen). Hai năm sau (1854), ông được phong quân hàm Thiếu úy, rồi được lên cấp Trung úy vào năm 1861. Năm sau (1855), Blume được bổ nhiệm làm sĩ quan phụ tá của Lữ đoàn Bộ binh số 27. Vào năm 1865, với cấp hàm Đại úy, ông được cắt cử làm sĩ quan phụ tá của Bộ trưởng Chiến tranh Albrecht Graf von Roon. Trên cương vị này, ông đã tham gia cuộc Chiến tranh Bảy tuần với Áo vào năm 1866. Hai năm sau (1868), ông được giao quyền chỉ huy đại đội ytonh Trung đoàn Bộ binh số 16 (số 3 Westfalen), ông gia nhập Bộ Tổng tham mưu với cấp bậc Thiếu tá và tham gia Bộ Tổng chỉ huy Tối cao (Großen Hauptquartier) trong Chiến dịch đánh Pháp (1870 – 1871). Ông đã tham chiến các trận đánh ở Gravelotte-St. Privat ngày 18 tháng 8, Beaumont ngày 30 tháng 8, Sedan vào tháng 9 năm 1870 và cuộc vây hãm thủ đô Pháp.
Sau khi cuộc chiến tranh chấm dứt, ông trở lại Bộ Chiến tranh với một chức Trưởng phòng, đồng thời trở thành Giảng viên Lịch sử Quân sự Học viện Chiến tranh (Kriegsakademie). Đến năm 1879, Blume được thăng cấp hàm Đại tá và lãnh chức Trung đoàn trưởng Trung đoàn số 36. Năm sau (1880), ông được giao quyền hành của Chủ tịch Ủy ban Quân sự trong các cuộc đàm phán về vấn đề biên giới Hy Lạp-Thổ Nhĩ Kỳ tại Hội nghị Berlin. Với trọng trách này, ông đã được phái đến Ḳusṭanṭīniyye vào năm 1881. Năm 1883, ông được ủy nhiệm làm Tham mưu trưởng Quân đoàn IV, sau đó ông được lên cấp hàm Thiếu tướng rồi một lần nữa được điều vào Bộ Chiến tranh năm 1885. Tại đây, ông chỉ đạo Bộ phận Kinh tế Quân sự.
Vào năm 1888, Blume được phong hàm quý tộc và được giao quyền cai quản Cục Chiến tranh Tổng hợp. Với cương vị này, ông đã tham gia công cục mở rộng quân đội. Vào tháng 9 năm 1888, ông được phong cấp bậc Trung tướng, sau đó ông được thụ phong Tư lệnh Sư đoàn số 8 vào tháng 4 năm 1889. Tháng 10 năm 1891, ông được đổi vào ngạch Sĩ quan Trừ bị (Offizieren von der Armee) với chức vụ Tướng tư lệnh. Không lâu sau đó, tháng 4 năm 1892, ông trở thành Tướng tư lệnh của Quân đoàn XV, và chỉ huy quân đoàn cho đến khi về hưu vào năm 1896.
Sau khi từ trần vào tháng 5 năm 1919 ở Berlin, ông được mai táng trong nghĩa trang Nikolassee, ngày nay thuộc quận Bezirk Steglitz-Zehlendorf, Berlin.

## Tác phẩm
- Die Armee und die Revolution in Frankreich von 1789 bis 1793. Brandenburg (1863)
- Die Operationen der deutschen Heere von der Schlacht von Sedan bis zum Ende des Krieges. Berlin 1871)
- Strategie. Berlin (1882)
- Selbsttätigkeit[1] der Führer im Kriege. Berlin (1896)
- Die Beschießung von Paris 1870/71 und die Ursachen ihrer Verzögerung. Berlin (1899)
- Die Grundlagen unserer Wehrkraft. Berlin (1899)